# Nueva Pompeya
Nueva Pompeya is een wijk (barrio) van de Argentijnse hoofdstad Buenos Aires. Het gebied was in het begin dunbevolkt omdat het vaak overstroomde. Vanaf de jaren dertig van de twintigste eeuw begon verstedelijking. Het is een van de armste wijken van de stad en er is een hoge criminaliteit.
Agronomía · Almagro · Balvanera · Barracas · Belgrano · Boedo · Caballito · Chacarita · Coghlan · Colegiales · Constitución · Flores · Floresta · La Boca · La Paternal · Liniers · Mataderos · Monte Castro · Monserrat · Nueva Pompeya · Núñez · Palermo · Parque Avellaneda · Parque Chacabuco · Parque Chas · Parque Patricios · Puerto Madero · Recoleta · Retiro · Saavedra · San Cristóbal · San Nicolás · San Telmo · Vélez Sársfield · Versalles · Villa Crespo · Villa del Parque · Villa Devoto · Villa Lugano · Villa Luro · Villa Mitre · Villa Ortúzar · Villa Pueyrredón · Villa Real · Villa Riachuelo · Villa Santa Rita · Villa Soldati · Villa Urquiza